# Jin Cheng Hou
Jin Cheng Hou (chinois: 晉成侯 ou 晋成侯, Hanyu pinyin: Jìn Chéng Hóu, nom ancestral Ji (姬), prénom Furen (服人)) était le quatrième souverain de l'état de Jin pendant la Dynastie Zhou de l'Ouest. Succédant à son père, le marquis Jin Wu Hou, le trône revint plus tard à son fils le marquis Jin Li Hou,.